# Château d’Issan
Koordinaten: 45° 2′ 16,3″ N, 0° 39′ 29,1″ W

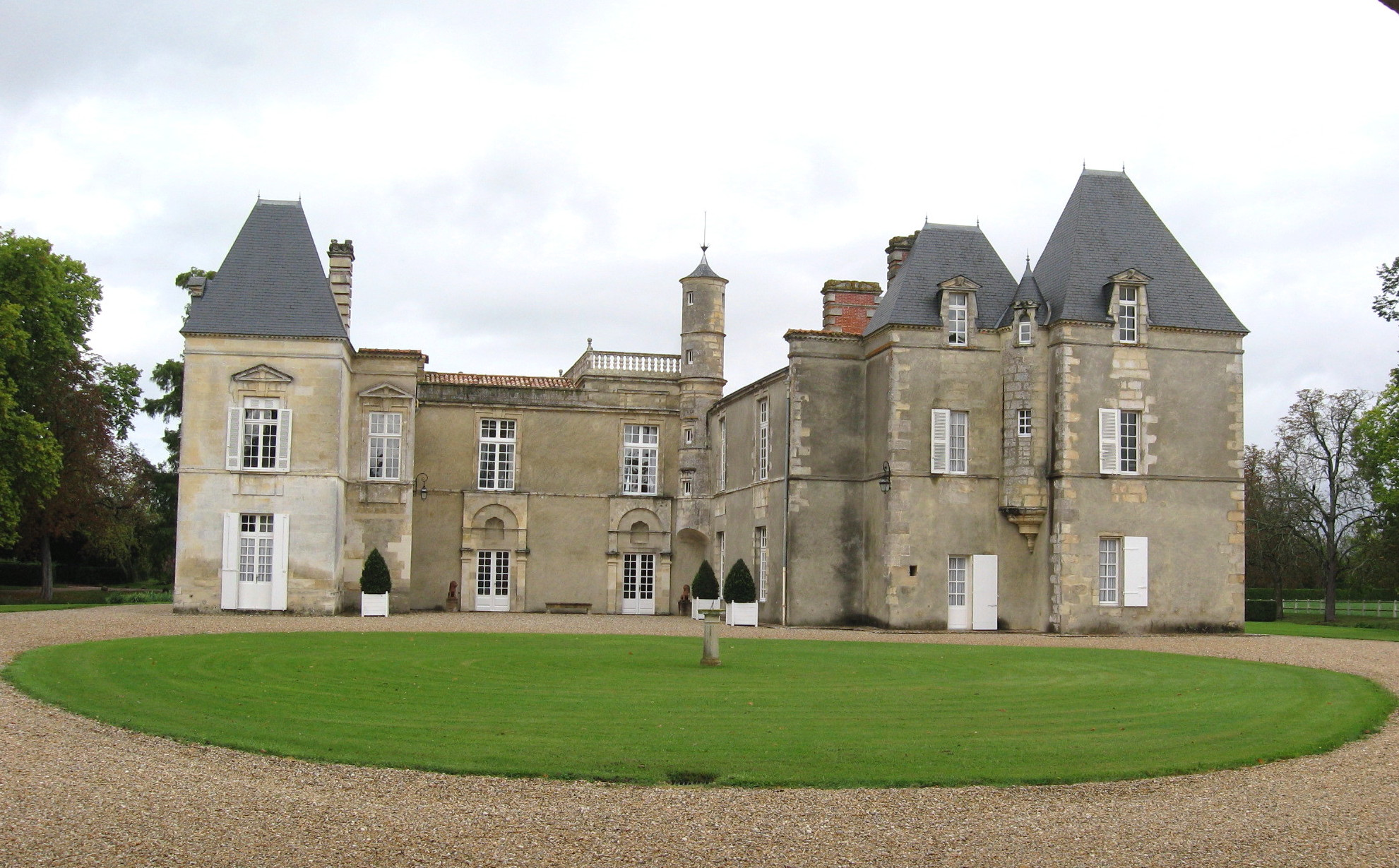
Château d’Issan

Das Château d’Issan ist eines der bekannten Weingüter von Bordeaux. Seit der Klassifikation von 1855 ist das Weingut als Troisieme Grand Cru Classé eingestuft, dritthöchste Stufe der Klassifikationen.
Es liegt in der Gemeinde Margaux, südöstlich des berühmten Château Margaux. Das Gut steht im Besitz der alten Weinhändler-Familie Cruse und liegt auf einer Insel inmitten von Wassergräben.
Das Gut ist mit circa 53 Hektar Rebfläche von mittlerer Größe. 70 % der Fläche ist mit Cabernet Sauvignon, 30 % mit Merlot bestockt. Das Gut erzeugt in mittleren Jahren gut 60.000–70.000 Flaschen Wein des Grand Vin. Unter den jüngeren Jahrgängen tat sich der Wein von 2006 hervor, der mit 94 Parker-Punkten bewertet wurde. Die Weine von d’Issan nahmen seit Mitte der 1990er Jahre qualitativ einen erheblichen Aufschwung. Ein uralter Wein von d’Issan, der 1900er, genießt unter Bordeaux-Kennern eine kultische Verehrung. Er soll zu den allerbesten jemals in Bordeaux erzeugten Weinen gehören.
Der Zweitwein von Château d’Issan heißt Blason d’Issan. Von diesem Wein werden jährlich 70.000 Flaschen abgefüllt. Château d’Issan wird vom Önologen Jacques Boissenot sowie dessen Sohn Eric begleitet und beraten.
Von den 53 Hektar Rebfläche durften 22 Hektar weder der Herstellung des Grand Vin noch des Zweitweins dienen. Unter dem Namen Château de Candale (ca. 72.000 Flaschen jährlich) werden Weine der Appellation Haut-Médoc vermarktet. Seit dem Jahr 1988 werden die als Bordeaux supérieur deklarierten Rebflächen zum Wein Moulin d’Issan (ebenfalls ca. 72.000 Flaschen jährlich) verarbeitet. Im Oktober 2007 wurden schließlich 10 Hektar der Haut-Médoc Flächen der Appellation Margaux zugeschrieben. In der Folge wird die Menge von Château de Candale drastisch abnehmen und die Menge des erzeugten Zweitweins entsprechend zunehmen. Im Jahr 2024 wurden erstmals Trauben der Rebsorten Marsanne, Roussanne, Viognier und Rolle geerntet und verarbeitet. Die Trauben stammen aus einer 1,7 Hektar großen Parzelle.

## Geschichte
Seit spätestens dem 14. Jahrhundert ist die Gemarkung des heutigen Landbesitzes bereits als Teoban bekannt; aber es wird berichtet, dass bei der Hochzeit von Henry Plantaget und Eleonore von Aquitanien im Jahr 1152 bereits Weine von Teobon gereicht wurden. Ab dem 15. Jahrhundert befand sich mit dem ehemaligen Château Teobon eines der befestigten Gebäude entlang der Gironde, die während der englisch-französischen Auseinandersetzungen errichtet wurden. Das Gebäude wurde erst im Jahr 1453 von den englischen Soldaten aufgegeben. Noalhan ist die erste namentlich bekannte Familie, die als Seigneurs von La Motte de Ludon und Cantenac den Landbesitz verwaltete. Später ging das Landrecht auf die Familie Meyrac über. Von Thomas de Meyrac (gestorben 1464) ging das Erbe an seinen Sohn Jean de Meyrac und im Jahr 1507 an Isabeau de Meyrac. Isabeau hatte im Jahr 1475 Giron de Ségur geheiratet. Das Gut ging folglich in den Besitz der Familie de Ségur über, die zwischenzeitlich die Weingüter Lafite, Latour und kurzzeitig Mouton besaß. Mit der Heirat der Enkelin von Isabeau, Catherine de Ségur de Théobon, mit Hélie de Salignac im Jahr 1510 (andere Quellen sprechen vom Jahr 1527) ging das Gut an die Familie de Salignac. In der Erbfolge ging es Anfang des 17. Jahrhunderts an Mademoiselle La Ferrière und ca. vierzig Jahre später an Marguerite de Lalanne. Marguerite heiratete Sarran François d’Essenault. Später riss Pierre d’Essenault das vorhandene Gutsgebäude ab und errichtete das heute noch existierende Château. Durch eine Verballhornung des Namens Essenault entstand der Name Issan. Bis zum Jahr 1760 blieb Château d’Issan im Besitz der Familie d’Essenault, bevor es an die beiden Vettern Bernard de Candale de Foix und Joseph de Castelnau d’Essenault ging. Durch Zahlung der Summe von 15.000 livres im Jahr 1775 übernahm Joseph de Castelnau den Landbesitz von de Candale, überließ ihm jedoch das Gutsgebäude, welches fortan unter dem Namen Château de Candale bekannt war. Dokumente aus dieser Zeit belegen den guten Ruf der Weine. In einem Schreiben vom 24. Mai 1787 bescheinigt Thomas Jefferson den Weinen den Rang eines „troisième Crus“.
Im Jahr 1825 erwarb Justin Duluc für 250.000 Francs das gesamte Weingut, also die Rebflächen und das Gutsgebäude. Der Familie Duluc gehörte bereits Château Branaire-Ducru. Comte A. Odart berichtete in seinem 1845 erschienenen Werk Ampélographie universelle ou Traité des cépages les plus estimés von einem Wein namens Rubis fondu d’Issan, der aus der mittlerweile fast ausgestorbenen Rebsorte Mancin hergestellt wurde. Duluc steigerte die Qualität der Weine und stieß das Gut gut 25 Jahre später für 350.000 Franc an Blanchy ab. Unter seiner Führung wurde das Gut im Jahr 1855 offiziell zum Troisième Grand Cru erklärt.
Im Jahr 1866 kaufte der bei Paris ansässige Kaufmann Gustave Roy vom Handelshaus Roy frères et Berger das Weingut. Kurz vorher hatte er bereits Château Brane-Cantenac übernommen. Roy, der im Textilgeschäft zu seinem Vermögen kam, investierte viel in die Qualität, ließ einen neuen Weinkeller errichten und konzentrierte sich bei Neuanpflanzungen auf die Rebsorten Cabernet Sauvignon und Merlot. Kurz nach der Reblauskatastrophe und dem Auftreten des Echten Mehltaus setzte er seine Bemühungen fort und arbeitete mit der Unterlagsrebe Riparia.
Im Jahr 1914 musste sich Roy jedoch von Château d’Issan trennen. In den folgenden 31 Jahren gehörte das Gut Grange, einem glücklosen Besitzer. Die Nachwirkungen der Rebkrankheiten sowie die beiden Weltkriege forderten ihren Tribut. Im Zweiten Weltkrieg wurde das Gutsgebäude von der deutschen Wehrmacht besetzt. Als Emmanuel Cruse das Weingut im Jahr 1945 aufkaufte, standen nur noch 2 Hektar Rebfläche unter Ertrag.